# بيثورن أند كيستون (كامبريدجشير)
بيتهورن اند كيستون (بالإنجليزية: Bythorn and Keyston)‏ هي قرية وأبرشية مدنية تقع في المملكة المتحدة في إنجلترا. يقدر عدد سكانها بـ 271 نسمة .